# ریتا مورنو
ریتا مورنو (به انگلیسی: Rita Moreno) (زاده ۱۹۳۱ در پورتوریکو) هنرپیشه اهل ایالات متحده آمریکا است.
وی در فیلم آواز در باران محصول ۱۹۵۲، در کنار جین کلی و جین هیگن به ایفای نقش پرداخت. این فیلم در فهرست ۱۰۰ فیلم موزیکال برتر بنیاد فیلم آمریکا (بفا) در سال ۲۰۰۷ رتبه نخست و در میان ۱۰۰ برتر در فهرست ده سالگی بفا رتبه پنجم قرار گرفت. بفا این فیلم را به عنوان بهترین فیلم موزیکال تمام تاریخ انتخاب کرد. ریتا مورنو در فیلم داستان وست ساید محصول ۱۹۶۱ و در فیلم مارلو محصول ۱۹۶۹ در کنار جیمز گارنر و بروس لی ایفای نقش کرد. وی در سریال‌های بتی زشته و نظم و قانون: واحد قربانیان ویژه هم بازی کرد.

## گزیده فیلمشناسی
از فیلم‌ها یا برنامه‌های تلویزیونی که وی در آن نقش داشته‌است می‌توان به آثار زیر اشاره کرد.
- رینگ (۱۹۵۲)
- آواز در باران (۱۹۵۲)
- عشاق لاتین (۱۹۵۳)
- باغ شیطان (۱۹۵۴)
- پادشاه و من (۱۹۵۶)
- پادشاه خانه‌به‌دوش (۱۹۵۶)
- داستان وست ساید (۱۹۶۱)
- تابستان و دود (۱۹۶۱)
- شب روز بعد (۱۹۶۸)
- مارلو (۱۹۶۹)
- معرفت جسمانی (۱۹۷۱)
- ریتز (۱۹۷۶)
- چهار فصل (فیلم ۱۹۸۱) (۱۹۸۱)
- آنگوس (۱۹۹۵)
- ریو ۲ (۲۰۱۴)
- کارآگاه راکفورد (۱۹۷۸)
- دختران زرین (۱۹۸۶)
- اتوبوس مدرسه جادویی (۱۹۹۵)
- زاغه‌های بورلی هیلز (۱۹۹۸)
- رستاخیز (فیلم ۱۹۹۹) (۱۹۹۹)
- نگهبان (مجموعه تلویزیونی آمریکایی) (۲۰۰۳)
- خانه نوزادان (۲۰۰۳)
- بتی بی‌ریخته (۲۰۰۷)
- جین باکره (۲۰۱۵–۲۰۱۹)
- آناتومی گری (مجموعه تلویزیونی) (۲۰۱۶)
- گریس و فرانکی (۲۰۱۶)
- داستان وست ساید (۲۰۲۰)
- جابجایی اعضای خانواده (۲۰۲۳)